# Ruben Roosken
Ruben Roosken (Emmen, 2 maart 2000) is een Nederlands voetballer die als verdediger en aanvaller voor FC Emmen speelde. In 2021 tekende hij contract bij Heracles Almelo.

## Carrière

### FC Emmen
Roosken speelde in de jeugd van VV Klazienaveen, waarna FC Emmen hem opnam in de jeugdopleiding. Na  Hij maakte zijn debuut in het betaald voetbal voor FC Emmen op 14 september 2019, in de met 3-1 verloren uitwedstrijd tegen FC Utrecht. Hij kwam in de 70e minuut in het veld voor Luciano Slagveer. Hij speelde drie wedstrijden in het eerste van Emmen, tot zijn contract die zomer afliep.

### TOP Oss
TOP Oss bood Roosken op 10 augustus 2020 een tweejarig contract aan. Hij werd daar de eerste linksback en miste in de eerste dertig competitiewedstrijden slechts één wedstrijd, voordat hij geblesseerd raakte en de resterende acht wedstrijden moest toekijken. Hij was goed voor zes assists in dienst voor TOP Oss. 

### Heracles Almelo
In de zomer van 2021 nam Heracles Almelo Roosken over van TOP Oss. Hij was in zijn eerste seizoen vooral back-up achter Giacomo Quagliata. Toen Heracles dat seizoen degradeerde vertrok Quagliata en werd Roosken de eerste linksback. In de Eerste Divisie was Roosken onomstreden en miste hij slechts één wedstrijd door een schorsing. Dat seizoen (2022-2023) werd Roosken met Heracles kampioen van de Eerste Divisie. Zelf was hij goed voor één doelpunt en zeven assists.

### Huddersfield Town
Per 1 januari 2025 verkocht Heracles Roosken aan Huddersfield Town. Tijdens zijn debuutwedstrijd voor deze club op 4 januari werd hij al na 10 minuten met een rode kaart van het veld gestuurd.

### Carrièrestatistieken
| Seizoen                    | Club            | Land      | Competitie     | Competitie | Competitie | Beker | Beker | Internationaal | Internationaal | Overig | Overig | Totaal | Totaal |
| Seizoen                    | Club            | Land      | Competitie     | Wed.       | Dlp.       | Wed.  | Dlp.  | Wed.           | Dlp.           | Wed.   | Dlp.   | Wed.   | Dlp.   |
| -------------------------- | --------------- | --------- | -------------- | ---------- | ---------- | ----- | ----- | -------------- | -------------- | ------ | ------ | ------ | ------ |
| 2019/20                    | FC Emmen        | Nederland | Eredivisie     | 3          | 0          | 0     | 0     | 0              | 0              | 0      | 0      | 3      | 0      |
| 2020/21                    | TOP Oss         | Nederland | Eerste divisie | 29         | 0          | 1     | 0     | 0              | 0              | 0      | 0      | 29     | 0      |
| 2021/22                    | Heracles Almelo | Nederland | Eredivisie     | 7          | 0          | 1     | 0     | 0              | 0              | 1      | 0      | 9      | 0      |
| 2022/23                    | Heracles Almelo | Nederland | Eerste divisie | 37         | 1          | 1     | 0     | 0              | 0              | 0      | 0      | 38     | 1      |
| Totaal                     | Totaal          | Totaal    | Totaal         | 76         | 1          | 3     | 0     | 0              | 0              | 1      | 0      | 80     | 1      |
| Bijgewerkt tot 22 mei 2023 |                 |           |                |            |            |       |       |                |                |        |        |        |        |